# Elisabetta di Celje
Elisabetta di Celje, anche Elisabetta di Cilli (Celje, 1441 – Hunedoara, 1455), è stata una nobildonna ungherese, figlia di Ulrich II di Celje e Caterina Branković e ultima discendente della sua casa, oltre che prima moglie, per un brevissimo periodo, di Mattia Corvino, futuro re Mattia I d'Ungheria.

## Biografia

### Famiglia e primi anni
Elisabetta nacque a Celje nel 1441. Suo padre era Ulrich II, Conte di Celje e principe del Sacro Romano Impero, con vastissimi possedimenti sia nell'impero che nel Regno d'Ungheria, nella Bassa Stiria, nella Carniola e in Slavonia; mentre sua madre era Caterina Branković, principessa serba figlia del despota Durad Branković e della principessa bizantina Irene Cantacuzena, nonché sorella di Mara Despina Hatun, una delle consorti del sultano ottomano Murad II e madre adottiva di Mehmed II. Chiamata in onore della nonna paterna, Elisabetta Frangipane, aveva una sorella gemella, Caterina, chiamata come la loro madre e morta neonata, e tre fratelli, Herman, Giorgio e Alberto, che morirono tutti prima del 1452, lasciandola unica erede paterna e ultima discendente della casa di Celje. Venne battezzata nella religione ortodossa della madre, cosa che non fu ben accolta dalla cattolica Celje.

### Fidanzamenti
Inizialmente, Elisabetta venne promessa in sposa al pupillo del padre, Giovanni di Gorizia (1438-1462), figlio di Enrico IV di Gorizia (1376-1454), che era cresciuto con lei a Celje, ma il fidanzamento venne annullato quando si decise di dare un sposa Elisabetta a un membro della famiglia rivale degli Hunyadi, con cui i Celje, Ulrich e suo padre prima di lui, erano in contrasto da decenni per acquisire la posizione preminente in Ungheria e nei territori circostanti.
Nel giugno 1448 fu suggellato un accordo che sanciva le relative sfere d'influenza in Ungheria e che sarebbe stato sancito dal matrimonio di Elisabetta. Lo sposo prescelto fu inizialmente Ladislao, primogenito del capofamiglia Giovanni Hunyadi, voivoda di Transilvania, ma nell'autunno dello stesso anno Giovanni venne sconfitto in Kosovo dagli ottomani di Murad II e da Durad Branković, nel frattempo costretto a divenire loro vassallo: costretto a ricorrere all'aiuto del papa, Niccolò V, per trattare il suo rilascio, ne approfittò per far dichiarare nullo l'accordo con i Celje. Sotto pressione dei vari principati balcanici, nell'agosto 1451 fu infine raggiunto un secondo accordo a Smederevo, e questa volta Elisabetta venne promessa al secondogenito Mattia, due anni più giovane di lei, con le nozze fissate per il 3 dicembre 1453, e la clausola che se il matrimonio non si fosse tenuto per ragioni imputabili alla famiglia della sposa, i possedimenti ungheresi dei Branković sarebbero passati agli Hunyadi.
Anche questa volta il fidanzamento fu sciolto per mano di Giovanni, che si ritirò dall'accordo ad appena qualche mese dalle nozze, quando il padre di Elisabetta cadde in disgrazia presso il re Ladislao V d'Ungheria. Tuttavia, a febbraio 1455 Ulrich tornò tornato al potere e Durad impose a Giovanni di procedere con il previsto matrimonio immediatamente, avendo bisogno di quest'alleanza per contenere il potere ottomano nel suo regno.

### Matrimonio
Mattia ed Elisabetta si sposarono nella primavera del 1455, alle rispettive età di dodici e quattordici anni, subito dopo la conversione di Elisabetta al cattolicesimo. Essendo lei l'unica erede ancora vivente di Ulrich, con Caterina ormai prossima ai quarant'anni, Mattia divenne l'erede presunto del suocero e fu perciò mandato alla corte di Buda, dove Ulrich esercitava come reggente. Elisabetta invece fu mandata al castello degli Hunyadi, a Hunedoara, in Transilvania. I due sposi, perciò, vissero il matrimonio separati, fungendo da virtuali ostaggi per le rispettive famiglie, e questo, unito alla giovanissima età di entrambi, rende probabile che le nozze non siano mai state consumate.

### Morte e conseguenze
Nell'inverno 1455, Elisabetta si ammalò gravemente. Amata dal suo nuovo popolo, furono organizzate raduni di preghiera pubblici per la sua guarigione, guidati da Giovanni da Capestrano. Morì nel castello dello sposo prima della fine dell'anno.
La sua morte prima di poter avere discendenza segnò la rescissione dei legami fra Celje, Branković e Hunyadi e, quando l'anno seguente suo padre fu assassinato, anche l'estinzione della casa di Celje, i cui possedimenti (tra cui circa un terzo dell'attuale Slovenia), ad eccezione di quelli assegnati alla vedova Caterina, furono rivendicati, oltre che dalla vedova stessa, dall'ex genero Mattia e da Giovanni di Gorizia, ma infine riassorbiti dalle relative Corone.

## Ascendenza
|                       |               |                               | Genitori                 |  |  | Nonni |  |  | Bisnonni            |  |  | Trisnonni          |  |
|                       |               |                               |                          |  |  |       |  |  | Ermanno II di Celje |  |  | Ermanno I di Celje |  |
|                       |               |                               |                          |  |  |       |  |  | Ermanno II di Celje |  |  | Ermanno I di Celje |  |
|                       |               | Caterina di Bosnia            |                          |  |  |       |  |  | Ermanno II di Celje |  |  |                    |  |
| Federico II di Celje  |               |                               |                          |  |  |       |  |  | Ermanno II di Celje |  |  |                    |  |
|                       |               | Anna di Schaunberg            | Enrico VII di Schaunberg |  |  |       |  |  |                     |  |  |                    |  |
|                       |               | Anna di Schaunberg            | Enrico VII di Schaunberg |  |  |       |  |  |                     |  |  |                    |  |
|                       |               | Anna di Schaunberg            | Ursula di Gorizia        |  |  |       |  |  |                     |  |  |                    |  |
| Ulrich II di Celje    |               | Anna di Schaunberg            |                          |  |  |       |  |  |                     |  |  |                    |  |
|                       |               | Stefano Frangipani            | Bertoldo Frangipani      |  |  |       |  |  |                     |  |  |                    |  |
|                       |               | Stefano Frangipani            | Bertoldo Frangipani      |  |  |       |  |  |                     |  |  |                    |  |
|                       |               | Stefano Frangipani            | …                        |  |  |       |  |  |                     |  |  |                    |  |
| Elisabetta Frangipani |               | Stefano Frangipani            |                          |  |  |       |  |  |                     |  |  |                    |  |
|                       |               | Caterina di Carrara           | Francesco I da Carrara   |  |  |       |  |  |                     |  |  |                    |  |
|                       |               | Caterina di Carrara           | Francesco I da Carrara   |  |  |       |  |  |                     |  |  |                    |  |
|                       |               | Caterina di Carrara           | Fina Buzzaccarini        |  |  |       |  |  |                     |  |  |                    |  |
| Elisabetta di Celje   |               | Caterina di Carrara           |                          |  |  |       |  |  |                     |  |  |                    |  |
|                       | Vuk Branković | Branko Mladenović             |                          |  |  |       |  |  |                     |  |  |                    |  |
|                       | Vuk Branković | Branko Mladenović             |                          |  |  |       |  |  |                     |  |  |                    |  |
|                       | Vuk Branković | …                             |                          |  |  |       |  |  |                     |  |  |                    |  |
| Đurađ Branković       | Vuk Branković |                               |                          |  |  |       |  |  |                     |  |  |                    |  |
|                       |               | Mara Lazarević                | Lazar Hrebeljanović      |  |  |       |  |  |                     |  |  |                    |  |
|                       |               | Mara Lazarević                | Lazar Hrebeljanović      |  |  |       |  |  |                     |  |  |                    |  |
|                       |               | Mara Lazarević                | Milica di Serbia         |  |  |       |  |  |                     |  |  |                    |  |
| Caterina Branković    |               | Mara Lazarević                |                          |  |  |       |  |  |                     |  |  |                    |  |
|                       |               | Teodoro Paleologo Cantacuzeno | Matteo Cantacuzeno       |  |  |       |  |  |                     |  |  |                    |  |
|                       |               | Teodoro Paleologo Cantacuzeno | Matteo Cantacuzeno       |  |  |       |  |  |                     |  |  |                    |  |
|                       |               | Teodoro Paleologo Cantacuzeno | Irene Paleologa          |  |  |       |  |  |                     |  |  |                    |  |
| Irene Cantacuzena     |               | Teodoro Paleologo Cantacuzeno |                          |  |  |       |  |  |                     |  |  |                    |  |
|                       |               | Elena Ouresina Doucaina       | Giovanni Uroš            |  |  |       |  |  |                     |  |  |                    |  |
|                       |               | Elena Ouresina Doucaina       | Giovanni Uroš            |  |  |       |  |  |                     |  |  |                    |  |
|                       |               | Elena Ouresina Doucaina       | N. Radoslava             |  |  |       |  |  |                     |  |  |                    |  |
|                       |               | Elena Ouresina Doucaina       |                          |  |  |       |  |  |                     |  |  |                    |  |